# Чърешново
Чърѐшново или Чернешово (на гръцки: Πτελέας Ρέμα, Птелеас Рема, Гръченска река, до 5 май 1969 година Τσαρέσνοβο, което продължава да е в официална употреба) е река в Егейска Македония, Гърция, ляв приток на река Бистрица (Алакмонас).

## Описание
Реката се образува от няколко потока, извиращи в планината Гълъмбица под върховете Поповар (1110 m) и Гинеи (891 m). Тече в югоизточна посока, приема левия си приток Смардлива вода и минава между селата Горно (Птелеа) и Долно Гръче (Като Птелеа), чието име носи. Продължава в югоизточна посока, минава северно от Дреничево (Кранохори), приема десния си приток Грамбовик и се влива в Бистрица (в района наричана Белица) като ляв приток.

## Притоци
→ ляв приток, ← десен приток
- → Смрадлива вода
- ← Грамбовик